# Anoreina triangularis
Anoreina triangularis är en skalbaggsart som först beskrevs av Martins och Maria Helena M. Galileo 2005.  Anoreina triangularis ingår i släktet Anoreina och familjen långhorningar. Inga underarter finns listade i Catalogue of Life.